# IC 2702
IC 2702 је елиптична галаксија у сазвјежђу Лав која се налази на листи објеката дубоког неба у Индекс каталогу.
Деклинација објекта је + 9° 24' 47" а ректасцензија 11h 17m 57,1s. Привидна величина (магнитуда) објекта IC 2702 износи 16,5 а фотографска магнитуда 17,5. IC 2702 је још познат и под ознакама NPM1G +09.0250, PGC 1364735.